# Kulturni boj
Kultúrni bôj je obdobje v slovenski zgodovini s konca 19. stoletja, v 80. in 90. letih, ko je Rimsko-katoliška cerkev (RKC) skušala prevzeti večji vpliv v kulturnem in političnem življenju. Dogajanje je bilo pod vplivom razmer v RKC po prvem vatikanskem koncilu leta 1870 in domačih razmer. Slovenski kulturni boj je bil tudi odsev dogajanj v drugih evropskih državah. Kulturkampf (kulturni boj) je bil zlasti hud v Kraljevini Prusiji, med »železnim kanclerjem« Bismarckom in RKC. Najbolj izpostavljena osebnost slovenskega kulturnega boja ob koncu 19. stoletja je bil duhovnik Anton Mahnič. 
V Sloveniji je doba kulturnega boja sledila obdobju slogaštva med klerikalnim in liberalnim taborom, ko sta idejno različni struji skušali delovati enotno za uveljavitev slovenstva, ki ga je ogrožal nemški ekspanzionizem. Kulturni boj med katoliško (klerikalno) in liberalno strujo v slovenski politiki se je v spremenjenih pogojih nadaljeval tudi v Jugoslaviji med obema vojnama. 
Sicer je kulturni boj oblika ideološkega boja.

## Kulturni boj ob koncu 19. stoletja
Na kulturnem področju je agresivni klerikalizem poosebljal duhovnik (kasneje škof na otoku Krku) Anton Mahnič. V številnih člankih se je zavzemal za katoliško čistost umetnosti:
»Zatorej pa pravi slovenski umetnik je le tisti, ki Slovencem upodablja krščansko čeznaravno lepoto, ako pa že tega neče, smemo zahtevati, da da vsaj ničesar ne izraža, kar je krščanstvu nasprotno, naj ne taji resnic, brez katerih krščanstvo ostati ne more«.
V svojem glasilu Rimski katolik je s primeri iz tedanje literature učil, kaj in kako naj se piše. Da ne bi tudi sam pohujševal, je najbolj sporne primere prevedel v latinščino. Med sporne navedke je uvrščal na primer poved: »slekla se je in skočila v jezero«.
Kulturni boj je odražala ustanovitev revije Dom in svet (1888), kot protiutež uveljavljenemu Ljubljanskemu zvonu. Velika oblastna avtoriteta Cerkve je omejevala liberalne kulturnike. Šele Janko Kersnik je leta 1888 bolj odločno nastopil proti agresivnim klerikalnim pogledom. Uničujoč vrhunec kritike katoliškega kulturnega boja je dosegel Ivan Tavčar s humornim antiutopičnim romanom 4000, v katerem nastopa vrhovna avtoriteta sveti Anton od Kala, očitna podoba prvoborca na klerikalni strani.
Mahničevi in sorodni pogledi na umetnost so bili kmalu preseženi. Zgodovinarji pripisujejo usodnejše posledice razhajanja med katoliškimi in liberalnimi pogledi na politični ravni. Katoliški krogi so se zavzemali za tolmačenje pravice naroda v okviru božjega prava. Pri tem tolmačenju je nujen kompromis z božjim poslanstvom vladarja, avstrijskega in ogrskega monarha (cesarja in kralja), in od boga danim razmerji med vladajočimi in podrejenimi narodi. Ti pogledi so nasprotovali zahtevam proglasa Zedinjena Slovenija, ki temelji na pojmovanju naravnega prava narodov.

## Kulturkampf v Kraljevini Prusiji in Nemškem Cesarstvu
Kulturni boj v kraljevini Prusiji in Nemškem Cesarstvu se je bíl najostreje med letoma 1871 in 1878. Kancler Bismarck je hotel zmanjšati vpliv Katoliške cerkve, ki je zavzela z encikliko Pija IX. Sylabum Errorum in prvim vatikanskim koncilom leta 1870 ostrejša stališča proti vse bolj prisotnim novodobnim pojmovanjem, tako na področju filozofije (naturalizem, panteizem, racionalizem), kot v politiki (nacionalizem, liberalizem, socializem, komunizem), in tudi proti protestantizmu, večinski cerkvi v Prusiji. Kancler Bismarck je v Prusiji leta 1871 uveljavil v kazenskem zakoniku »člen o prižnici« (Kanzelparagraph), ki je grozil s kaznijo do dveh let vsem duhovnikom, ki bi v službi (v ožjem smislu: s prižnice) uveljavljali svoje politične nazore. Leta 1875 je bil uveljavljen zakon, ki zahteva civilno poroko. S tem je v Nemčiji bil storjen še en korak k ločitvi cerkve in države.
Protikatoliška usmeritev kanclerjev politike je povzročila odpor pri katoliških verski in narodnih manjšinah znotraj Prusije in cesarstva, zlasti na zasedenih poljskih ozemljih. Po letu 1878 se je Bismarck pobotal z RKC. Skupaj sta se usmerila proti nevarnejšemu nasprotniku, socialnim gibanjem (socializmu).

## Sodobna raba izraza
Izraz se občasno uporablja v Sloveniji po osamosvojitvi za označitev ideoloških bojev med levico in desnico ter med »komunisti«, poimenovani tudi »kontinuiteta« in »domobranci«. Najbolj izpostavljen predstavnik RKC bojevite usmeritve je bil nadškof in metropolit Franc Rode. Nov zagon je kulturni boj dobil z zmago koalicije desnih strank (SDS, NSi, SLS) na volitvah leta 2004. V času preurejanja političnega in gospodarskega prostora je postala bolj napadalna tudi »leva« stran. Mnenjska delitev se je zaostrila s politično dejavnostjo obeh strani v letu 2006. Značilni so spori okoli vojnih zakonov in govori na shodih, med drugim govora nekdanjega beograjskega škofa RKC Franca Perka in predstavnika Nove slovenske zaveze Justina Stanovnika na žalni maši pod Krenom, junija 2006. 
V ZDA se je enakovreden izraz culture war občasno uporabljal za označitev ideoloških razhajanj med liberalci in konservativci od 1960 dalje, po analogiji s pruskim Kulturkampfom. Pogostejša pa je uporaba izraza kulturni boj po letu 1980, zlasti pa se je široko uveljavil po izdaji knjige J.D. Hunterja Culture Wars: The Struggle to Define America (Kulturni boj: Spor o definiciji Amerike) leta 1991. Hunter ugotavlja vse več spornih sestavin temeljev nacionalne kulture in državne ureditve: splav, nadzor nad orožjem, delitev cerkve od države, pravica do zasebnosti, homoseksualnost, cenzuriranje medijev in druge. Nekateri trdijo, da je po terorističnem napadu 11. septembra 2001 obdobja kulturnega boja konec, kar pa se ne ujema z nadaljevanjem nasprotij o temeljnih vrednotah v ameriški družbi.